# Крепость Бабека
Город-крепость Базз (перс. قلعه بابک‎) — располагается в 3 километрах юго — западнее поселка Калейбер Карадагского района остана Восточный Азербайджан Ирана. Эта крепость в народе более известна под названием крепость Бабека, так как она была одним из основных убежищ, пристанищ предводителя восстания иранских Хуррамитов Бабека. Во время археологических раскопок на территории крепости Базз были найдены монеты относящиеся к государствам Ильдегизидов и Византии. Начиная с 1999 года ежегодно в день рождения Бабека южные азербайджанцы вместе с руководством организации Движения Национального Пробуждения Южного Азербайджана чтят память народных героев, совершая шествие к крепости.
Средневековые источники свидетельствуют, что центром и столицей хуррамитов в Азербайджане, во главе которых вначале стоял Джавидан, а затем болеe двадцати лет Бабек, был город-крепость Базз. Табари Мухаммад сообщает, что Базз был «областью и городом Бабека». Аль-Масуди пишет, что Бабек поднял восстание «в горах Баззайн, что в стране Азербайджан». С. Нафиси на своей карте помешает Базз восточнее Балхава и указывает, что «область Базз, город Базз, гора Базз, или Баззайн, находились близ теперешней области Талыш, на восточном краю Муганской равнины и западном берегу Каспия». Аль-Бируни пишет, что «Базз — страна Бабека ал-Хуррами». Зульфали Ибрагимов и Владимир Минорский полагают что Базз был в горной местности Караджадаг (то есть Карадах). Масуди оставил нам наиболее точное определение месторасположения Базза: «Аракс течёт между страной Баззайн, родиной Бабека ал-Хуррами, в Азербайджане и горой Абу Мусы, составляющей часть страны Аран»